# 尼韦勒 (北部省)
尼韦勒（法語：Nivelle，法語發音：[nivɛl] ⓘ）是法国上法兰西大区北部省的一个市镇，位于该省东部，属于瓦朗谢讷区。

## 地理
尼韦勒（50°28'21"N, 3°28'2"E）面积5.92 平方千米，位于法国上法蘭西大區北部省，该省份为法国最北部的省份及最长的省份，西北濒北海，西接加来海峡省，南至埃纳省和索姆省，东与比利时接壤。
与尼韦勒接壤的市镇（或旧市镇、城区）包括：坦圣阿芒、布吕耶圣阿芒、拉拜堡、勒塞勒、圣阿芒莱索。

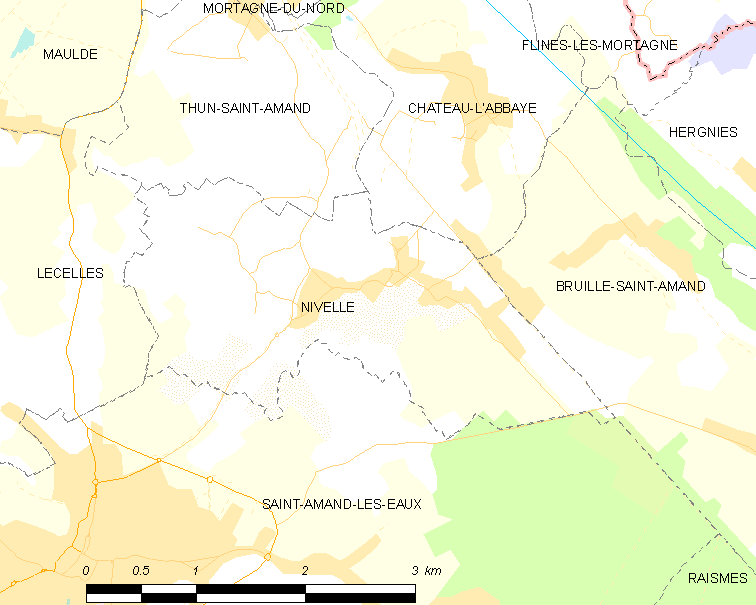
的OSM定位图

尼韦勒的时区为UTC+01:00、UTC+02:00（夏令时）。

## 行政
尼韦勒的邮政编码为59230，INSEE市镇编码为59434。

## 政治
尼韦勒所属的省级选区为圣阿芒莱索县。

## 人口

1962-2008年间人口变化图示

尼韦勒于2022年1月1日时的人口数量为1393人。